# QTV
QTV (на английски: Qualification Test Vehicle, е първият изпитателен полет на ракетата-носител Литъл Джо II по американската космическа програма Аполо.

## Цели
Целта на полета е да се провери функционалността на ракетата, както и съвместимостта и с космическия кораб „Аполо“. Трябва също така да се определят температурата и налягането в началната фаза на полета.

## Полет
Изстреляна е от полигона Уайт Сандс в щата Ню Мексико на 28 август 1963 г. от стартов комплекс 36, зона 3. Полезния товар представлявал макет на командния модул на кораба и системата за аварийно спасяване. Тестът е успешен и ракетата е използвана в още четири старта.